# Synarmadilloides congolensis
Synarmadilloides congolensis is een pissebed uit de familie Eubelidae. De wetenschappelijke naam van de soort is voor het eerst geldig gepubliceerd in 1975 door Franco Ferrara.